# Babynez

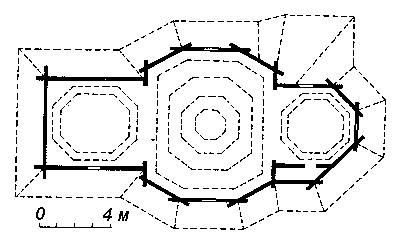
Holzkirche mit Chor (rechts), Hauptraum (Mitte) und Vorraum (links)

Babynez (ukrainisch бабинець, polnisch babiniec, tschechisch babinec) ist die Bezeichnung für den westlichen Teil einer ukrainischen Holzkirche.

## Beschreibung
Die Holzkirchen in den Karpaten und angrenzenden Gebieten sind meist dreigeteilt: Im Osten befindet sich ein quadratischer Chor, der den Priestern hinter der Ikonostase vorbehalten ist, in der Mitte ist der etwas größere Hauptraum und im Westen liegt ein Vorraum, der als Babynez bezeichnet wird. Darüber befindet sich oft ein großer Glockenturm. Diese Bezeichnung leitet sich von baba für Frau her, die sich bis zum 18. Jahrhundert nur dort aufhalten durften.
Diese Dreiteilung findet sich in den meisten orthodoxen und griechisch-katholischen Holzkirchen in der Ukraine und in Südpolen, sowie in von dort versetzten Bauten in Tschechien, der Slowakei und weiteren Ländern. Sie entspricht etwa dem Narthex in altchristlichen Kirchen, der als Vorraum für nicht für den Hauptraum zugelassene Personen vorgesehen war (Nichtgetaufte, Ausgeschlossene).
Im polnischen bedeutet babiniec auch die Frauenempore in Synagogen und christlichen Klöstern.